# Marie Helene Aarestrup
Marie Helene Aarestrup (* 27. Mai 1826 in Flekkefjord; † 9. Juni 1919 in Paris) war eine norwegische Genre-, Porträt- und Tiermalerin.

## Leben
Marie Helene Aarestrup, Tochter des norwegischen Amtsrichters Peter Nicolai Aarestrup und seiner Ehefrau Sara, geborene Haasted, erhielt ihre erste künstlerische Ausbildung 1843 bei dem Maler Hans L. Reusch in Bergen und setzte sie 1843 bis 1844 in Kopenhagen fort. Nach dem Tod des Vaters (1846) lebte sie ab 1848 bis 1851 in Kopenhagen und besuchte dort ein Lehrerinnenseminar. Anschließend war sie bis 1854 als Privatlehrerin in Dänemark und in Schweden tätig. 1859–1863 studierte sie bei Jean-Baptiste-Ange Tissier (1814–1876) in Paris. 1863 präsentierte sie bei ihrer ersten Ausstellung in Christiania (heute Oslo) einen Italienischen Hirtenknaben. Durch ein staatliches Stipendium im gleichen Jahr unterstützt konnte sie in Düsseldorf ein halbes Jahr beim Schweizer Maler Benjamin Vautier wirken. 1865 bis 1871 lebte sie in Bergen. Später arbeitete sie wieder in Paris, zuerst bei Tissier und daraufhin im nur Frauen vorbehaltenen Atelier des französischen Malers Charles Josuah Chaplin. Ihre Werke umfassten vor allem Porträts und Genrebilder. Ihr herausragendes Porträt der schwedischen Opernsängerin Christine Nilsson wurde 1865 im Pariser Salon und 1866 auf der skandinavischen Ausstellung in Stockholm gezeigt.
Aarestrup arbeitete nicht nur als Malerin, sondern ging auch anderen Betätigungsfeldern nach, wobei sie auch oft im Ausland wirkte. So unterrichtete sie etwa 1871 und 1888 in England Sprachen. Auch in Paris hielt sie sich öfters auf. Ihre Werke wurden 1883 auf der Fischereiausstellung in London und 1886 auf der staatlichen Kunstausstellung in Bergen präsentiert. Nachdem sie 1872 Polen bereist hatte, wurde die Darstellung von  Pferden ein Hauptschwerpunkt ihrer weiteren Tätigkeit. Als Anerkennung für diese Arbeiten konnte sie 1904 auf einer Ausstellung in Paris eine Silbermedaille in Empfang nehmen. In ihren späteren Jahren lebte sie auch vornehmlich in der französischen Hauptstadt und starb dort 1919 im Alter von 93 Jahren.

## Werke (Auswahl)
- Spielendes Kind und Schäferjunge, Art Union Christiania, 1863
- Bildnis der Sängerin Kristina Nilsson, 1865
- Inneres im Hotel Cluny und Blumenmädchen, Göteborg, Kunstmuseum